# Margarito Bautista
Margarito Bautista (Atlautla, 10 de junio de 1878 - Ozumba, 4 de agosto de 1961) fue un evangelista mexicano y fundador religioso nahua mexicano que escribió y predicó como misionero y autoridad a favor de La Iglesia de Jesucristo de los Santos de los Últimos Días (Iglesia SUD) durante tres décadas tanto en México como en Utah. Durante este tiempo, Bautista desarrolló una teología que fusionó la doctrina del Libro de Mormón con el nacionalismo mexicano, afirmando que los mexicanos tenían el derecho de su nacimiento de liderar la iglesia y algún día el mundo. Los líderes de la iglesia en Utah a menudo consideraban que las interpretaciones de Bautista estaban fuera de línea con la doctrina oficial, aunque se hicieron muy populares entre los Santos de los Últimos Días mexicanos.
Después de que Bautista ayudara a dirigir una convención mexicana de Santos de los Últimos Días para protestar por el llamamiento de un estadounidense como presidente de misión en México, la iglesia excomulgó a Bautista. Después de ello Bautista pasó a ayudar a dirigir el movimiento separatista denominado la Tercera Convención. Cuando Bautista intentó impulsar su interés en las primeras prácticas religiosas mormonas, como la Orden Unida y el matrimonio plural, otros líderes de la Tercera Convención lo expulsaron de su movimiento.
Aunque la mayor parte de la Tercera Convención se reconcilió y se reincorporó a la iglesia en 1946, Bautista y otros se abstuvieron. En lugar de reincorporarse a la iglesia principal, en 1947 Bautista fundó una colonia llamada Colonia Industrial de la Nueva Jerusalén, y organizó y dirigió su propia denominación restauracionista en la que reintrodujo la Orden Unida y el matrimonio plural. Bautista murió en 1961, pero su iglesia y colonia persisten hasta el día de hoy.

## Primeros años de vida
Margarito Bautista nació en San Miguel de Atlautla, Estado de México, México el 10 de junio de 1878. Su familia, junto con el pueblo de San Miguel de Atlautla, eran bilingües y hablaban náhuatl y español. Bautista creció en la religión católica, pero también estaba familiarizado con las enseñanzas de un ministro metodista mexicano en su localidad. Sin embargo, Bautista no encontró ni el catolicismo ni el metodismo espiritualmente satisfactorios. Sin embargo, basado en el ejemplo religioso de su madre Petra Candelaria Valencia, tenía un sentido de compromiso espiritual e interés por Dios que lo mantuvo activo en movimientos religiosos.
No se sabe mucho ni se registró sobre la infancia de Margarito Bautista o sus hermanos. Poco antes de fallecer Valencia, ella lo instó a trabajar para ministrar al pueblo de México.

## Conversión restauracionista
En 1901, el misionero Santo de los Últimos Días Ammon Tenney visitó a Bautista y su familia. Bautista se interesó en la iglesia y ser bautizado por Tenney. El padre de Bautista, Luz, desaprobó y echó a Bautista de su casa. En unos pocos meses, Bautista se enfermó gravemente y fue recibido de vuelta en casa de su padre donde Tenney le visitó y ministró con una bendición del sacerdocio, después de lo cual Bautista se recuperó. Como consecuencia de esa experiencia, Maragrito investigó más a fondo la iglesia y se bautizó. Después de su bautismo, Bautista trabajó en estrecha colaboración con Tenney para predicar y convertir a los mexicanos, ya que recibió más ordenaciones y oficios del sacerdocio Santo de los Últimos Días y fue ordenado élder en diciembre de 1901. Margarito recibió muchas ofertas de trabajo para trabajar con otras religiones a medida que ganaba reputación por su capacidad de predicación, pero prefería mantenerse en sus funciones a favor de la Iglesia SUD.
Alrededor de la época de la conversión de Bautista, un gran número de Santos de los Últimos Días vivían en asentamientos en México, resultado de un proyecto de colonización iniciado a finales del siglo XIX. Los líderes de la iglesia habían alentado a los miembros a establecerse en México para evitar el enjuiciamiento del gobierno federal de los Estados Unidos de América por practicar el matrimonio plural, una forma de poliginia religiosa, en violación de las leyes contra la poligamia. Interesado en la inversión económica extranjera, el presidente mexicano Porfirio Díaz había alentado la inmigración. A principios del siglo XX, la iglesia estaba en medio de una transición entre respaldar el matrimonio plural y terminarlo, por lo que muchos Santos de los Últimos Días angloamericanos todavía vivían en México en "colonias mormonas".

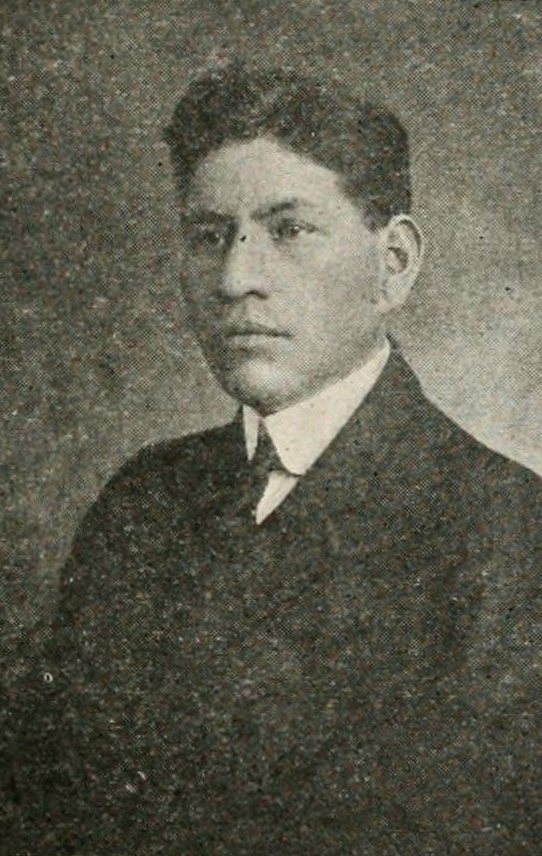
Bautista alrededor de 1920.

Bautista pasó un tiempo viviendo en estos asentamientos Santos de los Últimos Días, moviéndose entre múltiples colonias mexicanas y familiarzándose con la práctica de la poligamia. Bautista incluso practicó la poligamia para mantener su posición como maestro dentro de la colonia. Mientras vivía en las colonias mexicano-mormonas, Bautista invirtió aún más energía en la iglesia y escribió sobre su viaje de fe, y finalmente se publicó en la revista oficial de la iglesia para jóvenes varones, Improvement Era.
Bautista finalmente dejó México y se mudó a Salt Lake City, Utah, donde se encontraban las oficinas centrales de la Iglesia SUD, viviendo efectivamente en el centro de la actividad de la iglesia. Mientras estuvo en Salt Lake City, Bautista continuó estudiando genealogía y teología de los Santos de los Últimos Días, pero también estudió la poligamia y otras doctrinas controverciales de la iglesia. La iglesia también llamó a Bautista para servir como el primer presidente de rama de la Rama Temporal Lamanita, más tarde rebautizada como Barrio Lucero.
De 1922 a 1924, la iglesia asignó a Bautista para que sirviera como misionero genealógico en México, un llamado que abrazó y del cual obtuvo gran satisfacción. Enseñó a los Santos de los Últimos Días mexicanos sobre la obra del templo y organizó sociedades genealógicas locales. Durante este tiempo, Bautista también comenzó a enseñar interpretaciones más abiertas del Libro de Mormón y de la doctrina de los Santos de los Últimos Días que se inspiraron en el nacionalismo mexicano. Cuando Bautista capacitó a los administradores de la sociedad genealógica, los animó a creer en el potencial de los mexicanos para la independencia religiosa de los angloamericanos y los europeos.
Sin embargo, el liderazgo angloamericano de la iglesia desaprobó las interpretaciones nacionalistas de la doctrina de Bautista. Rey L. Pratt, presidente de la Misión Hispanoamericana, llegó a predicar dos sermones "antibautistas" en 1923 y 1925. En el primer sermón, Pratt fue amable, pero en 1925 habló con una ira notable.
En 1924, Bautista concluyó su misión genealógica y regresó a Utah. Debido a sus controvertidas enseñanzas, los líderes de la iglesia retiraron los llamamientos oficiales de Bautista desde 1925 en adelante.

### La Evolución de México
Después de que Bautista terminó su misión en México, se encontró sin un papel de liderazgo oficial en la iglesia y, por lo tanto, sin una posición desde la cual predicar la doctrina de los Santos de los Últimos Días. Todavía anhelando hacer proselitismo entre los mexicanos, Bautista escribió La evolución de México: sus verdaderos progenitores y su origen: el destino de América y Europa mientras vivía en Utah durante un período de unos cinco años, de 1930 a 1935. El libro de 500 páginas fue un tratado teológico que estableció los orígenes de los mexicanos y predijo su futuro y destino.

#### Afirmaciones de la iglesia sobre la ascendencia lamanita
Para explicar los orígenes mexicanos, Bautista usó el Libro de Mormón, el texto religioso central de La Iglesia de Jesucristo de los Santos de los Últimos Días, lo que implicaba que los pueblos indígenas de las Américas eran descendientes de los lamanitas descritos en el texto, ellos mismos descendientes de los antiguos israelitas. Los líderes de la iglesia de fines del siglo XIX y principios del XX generalmente tomaron en serio esta afirmación y, a menudo, usaron la palabra "lamanita" para referirse a los pueblos indígenas de América del Norte y del Sur. Esto a veces podría entenderse como un epíteto, ya que los narradores del Libro de Mormón a menudo describían a los lamanitas de forma peyorativa como degenerados o moralmente caídos, y los Santos de los Últimos Días angloamericanos en la época de Bautista normalmente imaginaban a los lamanitas a través de la lente de sus estereotipos sobre los indios americanos como "oscuros, degenerados y salvajes". En otras ocasiones, sin embargo, los líderes de la iglesia y los misioneros utilizaron tropos lamanitas como táctica misionera y se centraron en las promesas del Libro de Mormón de bendiciones selectas para los lamanitas como una forma de construir puentes y atraer conversos entre los indios americanos y los latinoamericanos.

#### El uso que hace Bautista de la identidad lamanita enLa evolución
Bautista también tomó en serio la idea de la ascendencia lamanita, incluso se llamó a sí mismo "descendiente del padre Lehi ", pero no usó la identidad lamanita de manera peyorativa. En cambio, Bautista usó el Libro de Mormón y otras enseñanzas de los Santos de los Últimos Días sobre los lamanitas de manera selectiva, centrándose en las bendiciones prometidas y las afirmaciones del cristianismo anterior a la conquista, al igual que lo harían los misioneros. En La evolución, Bautista también fusionó la identidad lamanita con el nacionalismo mexicano posrevolucionario, afirmando que los mexicanos eran descendientes literales de Abraham, israelitas y lamanitas y que tenían el privilegio por nacimiento de las bendiciones más selectas del Libro de Mormón, lo que significa que los mexicanos algún día liderarían la iglesia religiosamente mientras que México lideraría el mundo políticamente. Bautista incluso instó a los Estados Unidos a devolver territorio anteriormente mexicano en el oeste americano, incluido Utah, a México por estos motivos del destino religioso y político de México. Por lo tanto, La evolución de Bautista desafió el control de los líderes de la iglesia angloamericana sobre los asuntos de los Santos de los Últimos Días mexicanos. Simultáneamente, Bautista abogó por que todos los mexicanos se convirtieran a la Iglesia SUD, se convirtieran en Santos de los Últimos Días y cumplieran su destino divino como lamanitas.
Debido a que Bautista defendió la idea que todos los mexicanos se unieran a la iglesia, esperaba que los líderes de la iglesia lo recompensaran por escribir el libro e incluso ayudaran a publicarlo. Sin embargo, cuando Bautista se acercó a los líderes de la iglesia en Utah, rechazaron La evolución con el argumento de que hacía afirmaciones que iban más allá del alcance de la doctrina oficial. El liderazgo de la iglesia se negó a ayudar a publicar el libro.

## Cisma y liderazgo
Desilusionado por el rechazo de la iglesia institucional a La Evolución, Bautista se mudó con su familia a México y allí encontró apoyo de los Santos de los Últimos Días locales para publicar el libro entre 1935 y 1936. Entre los Santos de los Últimos Días mexicano- hispanos, La Evolución de Bautista se hizo popular y muy influyente, ya que aprovechó el orgullo nacional de los Santos de los Últimos Días mexicanos al mismo tiempo que el nacionalismo posrevolucionario común en México en ese momento. Por coincidencia, en 1936 la iglesia también anunció que dividiría la Misión Hispanoamericana —una unidad de organización geográfica misionológica— en dos misiones, creando una Misión Mexicana y por lo tanto indicando que la iglesia llamaría a un nuevo presidente de misión para dirigir la misión. Los Santos de los Últimos Días mexicanos ya habían solicitado en dos ocasiones que la iglesia llamara a un mexicano nativo para dirigir la Misión Hispanoamericana —y, como corolario, las congregaciones en México— y el libro de Bautista despertó en ellos la esperanza de que la iglesia tomaría en cuenta sus solicitudes y llamar a un mexicano para dirigir la Misión Mexicana.

### Tercera Convención
En abril de 1936, la iglesia nombró a Harold Pratt, un euroamericano que era mexicano por ciudadanía, denunciando a su vez públicamente La evolución, consternando a muchos Santos de los Últimos Días mexicanos. Reunidos en torno al mensaje de La Evolución de Bautista, unos 120 miembros de iglesia se reunieron en una reunión no oficial en la Ciudad de México llamada Tercera Convención, siguiendo un patrón establecido por dos reuniones masivas anteriores celebradas para discutir la relación de los Santos de los Últimos Días mexicanos con la iglesia con sede en los Estados Unidos. Bautista estuvo entre los líderes de esta Tercera Convención. Los participantes de la Convención (también llamados convencionistas) solicitaron explícitamente que su presidente de misión fuera mexicano por " raza y sangre". Suponiendo que los líderes de la iglesia simplemente no estaban familiarizados con las calificaciones de los Santos de los Últimos Días mexicanos para ser presidentes de misión, la Convención discutió posibles candidatos para presidente de misión en lugar de Pratt para sugerir al liderazgo de la iglesia, y Pratt incluso accedió a entregar su petición. En un momento, la Convención nominó a Bautista para ser presidente de misión, pero él se negó y, en cambio, la Convención nombró al sobrino de Bautista, Abel Páez, como el nuevo presidente de misión solicitado.
Pratt entregó la petición como prometió, pero el liderazgo de la iglesia reaccionó con severidad. El mensaje de la Primera Presidencia declaró que la Tercera Convención y las reuniones no oficiales anteriores eran inapropiadas y fuera de orden y afirmó que los líderes designados por la iglesia representaban a la iglesia ante la membresía, en lugar de representar a la membresía ante los líderes de la iglesia. Los líderes de la iglesia también rechazaron la afirmación de Bautista en La evolución de que los mexicanos tenían un derecho de nacimiento religioso como descendientes de los lamanitas y de Abraham. Los líderes de la iglesia incluso intentaron suprimir la circulación de La evolución entre los miembros de la iglesia mexicana.
Bautista intentó negar su papel como líder en la Tercera Convención, pero Ester Ontiveros, una misionera mexicana de la Iglesia SUD, le reveló a Pratt una carta que Bautista le había enviado que lo exponía. La iglesia excomulgó a Bautista y otros líderes de la Convención como su sobrino Páez por rebelión y apostasía. Sin embargo, en el transcurso del año, casi un tercio de los 3000 Santos de los Últimos Días en México abandonaron la Iglesia para seguir a Bautista y otros líderes excomulgados de la Convención como un movimiento disidente de la Tercera Convención. Bautista y los demás convencionistas decidieron continuar reuniéndose y adorando como Santos de los Últimos Días formando su propia secta mormona independiente, esta vez dirigida por mexicanos de pura sangre.

### Ruptura independiente
Aunque la ruptura convencionista se centró predominantemente en cuestiones de liderazgo indígena y no difería de las enseñanzas principales de los Santos de los Últimos Días fuera de abrazar La Evolución, unas pocas semanas después del cisma, Bautista comenzó a proponer una divergencia más pronunciada. Bautista estaba familiarizado con las prácticas eclesiásticas anteriores de la Orden Unida y el matrimonio plural, las formas de economía cooperativa y la poliginia religiosa, respectivamente, y creía que, si bien la iglesia principal había abandonado tales actividades, la secta mexicana debería revivir su práctica. Sin embargo, la mayoría de los otros convencionistas no estaban tan comprometidos con las prácticas antiguas de los Santos de los Últimos Días, y muchos esperaban volver a unirse a la iglesia principal algún día. A fines de 1937, la secta convencionista expulsó a Bautista de su movimiento, aunque se mantuvo en contacto con ellos. Durante los siguientes años, Bautista escribió y publicó folletos teológicos alentando a los Santos de los Últimos Días mexicanos a dejar la iglesia principal y unirse a los convencionistas.
En 1942, Bautista se mudó a Ozumba, México, y comenzó a ponerse en contacto con banqueros, legisladores mexicanos e incluso con el presidente Lázaro Cárdenas para reunir tierras y recursos para apoyar su propio proyecto de asentamiento de colonias.
En 1946, el movimiento de la Tercera Convención regresó a la iglesia principal, poniendo fin a su cisma. Bautista, sin embargo, se mantuvo apartado de la iglesia, y tildó a los convencionistas de " iscariotas " y "diablos" que cedieron a la "ambición del hombre blanco ". Para Bautista, al reincorporarse a la iglesia principal con sede en Estados Unidos, la Tercera Convención había abandonado el derecho de nacimiento nacionalista de México como herederos de las profecías lamanitas e israelitas.

### Colonia Industrial de la Nueva Jerusalén
Bautista no fue el único mexicano -mormón insatisfecho con la reconciliación de 1946 de la Iglesia SUD y la Tercera Convención. En agosto de 1947, cincuenta y nueve convencionistas y cuatro líderes (Lorenzo Cuautli, Leonardo Belmont, Francisco Sandoval y Cándido de la Cruz) que también se abstuvieron de la reconciliación se unieron a Bautista en el municipio de Ozumba. Allí, Bautista fundó la Colonia Industrial de la Nueva Jerusalén (Colonia Industrial), su propia comunidad independiente llamada así por la Nueva Jerusalén. La mayoría de los miembros originales de Colonia Industrial se fueron cuando no pudieron obtener empleo, pero Bautista se quedó, y quedó suficiente de la comunidad para que continuara.
Bajo el liderazgo de Bautista, Colonia Industrial practicó la economía comunitaria inspirada en la Orden Unida de la iglesia primitiva, colocando la propiedad privada en un fideicomiso comunitario que titulaba las escrituras a las familias en función de la necesidad. Colonia Industrial también practicaba el matrimonio plural, aunque Bautista aplicó un conjunto estricto de reglas de su propia creación para guiar el programa, incluido un conjunto de instrucciones de treinta y siete puntos sobre el cortejo plural. Por ejemplo, solo los hombres que ya estaban sellados a una mujer soltera podían entrar en la práctica del matrimonio plural, y después de seleccionar una segunda esposa, tenía que demostrar su fidelidad a su primera esposa durante cinco años sin cortejar a la segunda mujer para calificar para el matrimonio. práctica.
Colonia Industrial se volvió rebelde a veces, y el historiador Jason Dormady escribió que al igual que la mayoría de los experimentos utópicos, fue un choque de trenes. La propiedad compartida y el matrimonio plural provocaron algunos conflictos, e incluso se destruyó un almacén de alimentos en un incendio provocado. Sin embargo, a pesar de estos baches, la Colonia Industrial persistió y, bajo el liderazgo de Bautista, finalmente prosperó.
Bautista falleció el 4 de agosto de 1961, a la edad de ochenta y tres años.

## Legado

### Influencia entre los Santos de los Últimos Días
El proselitismo de Bautista como misionero genealógico aumentó significativamente el interés de los Santos de los Últimos Días mexicanos en su historia familiar. Antes de que se estableciera la Iglesia SUD y sus colonias en México, la mayoría de la gente no sabía mucho sobre sus antepasados o sobre genealogía.
En sus historias de los Santos de los Últimos Días en México, F. Lamond Tullis pintan el retrato de Bautista como un "descontento" que desafió al liderazgo con demasiada frecuencia y provocó que algunos miembros abandonaran la iglesia, y los enfrentamientos de Bautista con los líderes de la iglesia y su excomunión ocupan un lugar preponderante en la memoria del predicador.
Sin embargo, las enseñanzas de Bautista dejaron una fuerte impresión en los fieles en México, incluidos los Santos de los Últimos Días, y en el siglo XX, La evolución de Bautista puede haber sido más popular que incluso el Libro de Mormón. La interpretación de Bautista de la identidad lamanita también continuó siendo muy influyente a pesar de su excomunión. Por ejemplo, los eruditos han señalado que Agrícol Lozano Herrera —un destacado escritor y poeta mexicano Santo de los Últimos Días que sirvió en varios llamamientos de la iglesia, como presidente de estaca, presidente de misión y presidente de templo— abrazó la identidad lamanita tal como lo hizo Bautista y, también como Bautista, afirmó que los mexicanos tenían un papel especial como descendientes de la Casa de Israel, lo que demuestra que algunas de las ideas de Bautista siguen vigentes entre los Santos de los Últimos Días mexicanos.
La Universidad Brigham Young, una universidad afiliada y patrocinada por la Iglesia SUD, tiene una colección de documentos de Margarito Bautista de tres cajas en su biblioteca de Colecciones Especiales L. Tom Perry.

### Colonia Industrial yEl Reino de Dios en su Plenitud
A mediados y finales del siglo XX, la mayoría de los Santos de los Últimos Días y los estudiosos de la historia mormona creían que la secta de Bautista y la Colonia Industrial habían disminuido después de su muerte y casi colapsaron en 1983, según un reclamo de Lozano. Sin embargo, en 1996, el antropólogo Thomas W. Murphy visitó Ozumba y descubrió que la comunidad de Colonia Industrial aún existía y varios cientos de residentes aún vivían allí. La secta religiosa fundada por Bautista había adoptado el nombre legal de El Reino de Dios en su Plenitud, aunque los miembros se autodenominaban mormones.
Colonia Industrial y El Reino de Dios aún existen hasta el día de hoy. En fecha tan reciente como 2011, 800 personas aún viven en la Colonia Industrial, tienen bienes en común a través de un fideicomiso comunitario y practican el matrimonio plural, siguiendo las enseñanzas de Bautista.